# Панфилов, Анатолий (хоккеист)
Анатолий Панфилов (26 апреля 1949, Нижний Тагил, Свердловская область — 1995) — советский хоккеист, защитник. Мастер спорта СССР.

## Биография
Воспитанник «Спутника» Нижний Тагил, играл за команду в сезонах 1967/68 — 1968/69. Следующие десять сезонов провёл в составе свердловского «Автомобилиста», в сезонах 1969/70, 1972/73, 1977/78 — 1978/79 играл в класса «А» — высшей лиге. Затем выступал за «Луч» Сердловск (1979/80), «Рубин» Тюмень (1980/81 — 1984/85).